# Vagner Gonçalves da Silva
Vagner Gonçalves da Silva (São Paulo, 1960) é antropólogo, professor no Departamento de Antropologia da Universidade de São Paulo. Sua atuação acadêmica é dedicada principalmente às temáticas da etnografia das populações afro-brasileiras, antropologia urbana e teoria antropológica. 

## Vida
Vagner obteve o título de bacharel em Ciências Sociais pela Universidade de São Paulo (1987). Pela mesma instituição, obteve os títulos de mestre (1992), doutor (1998) e livre-docente (2013) em Antropologia Social. Entre 2008 e 2009, realizou estágio pós-doutoral na Harvard University (W.E.B. Du Bois Institute for African and African American Research) e na City University of New York (Graduate Center) onde também foi professor visitante. Participa do CERNe, Centro de Estudos de Religiosidades Contemporâneas e das Culturas Negras do Departamento de Antropologia da USP.

## Realizações
Desenvolve pesquisas na área das populações afro-brasileiras, enfocando temas como religiosidade (candomblé, umbanda, neopentecostalismo, intolerância religiosa), relações entre religião e cultura brasileira (festas populares, música, capoeira, literatura, cinema, etc. e tombamento de terreiros), artes afro-brasileiras e representação etnográfica (trabalho de campo e etnografia em hipermídia). 

## Escritos

### Livros
- Exu: Um Deus Afro-atlântico no Brasil. 1ª. ed. São Paulo. EDUSP, 2022. 672 p.
- Terreiros tombados em São Paulo. Laudos e Reflexões sobre a patrimonialização de bens culturais afro-brasileiros. 1ª ed. São Paulo: Secretaria de Cultura do Estado de São Paulo, 2021. 350p
- Exu- Guardião da Casa do Futuro. Rio de Janeiro: Editora Pallas, 2015.
- Candomblé e umbanda - caminhos da devoção brasileira. 2ª. ed. São Paulo: Selo Negro - Grupo Summus, 2005. 149 p. 5ª ed, 2013.
- O antropólogo e sua magia. Trabalho de campo e texto etnográfico nas pesquisas antropológicas sobre as religiões afro-brasileiras. 1ª ed. São Paulo: EDUSP, 2000. 194 p. 3ª ed, 2015.
- Orixás da Metrópole. Petrópolis: Vozes, 1995. 325 p.
- Candomblé e umbanda - caminhos da devoção brasileira. 1ª ed. São Paulo: Ática, 1994. 149 p.

### Coletâneas organizadas
- Imaginário, Cotidiano e Poder - Memória Afro-Brasileira, Vol. 3. São Paulo: Selo Negro, 2007. 204 p.
- Intolerância religiosa. Impactos do neopentecostalismo no campo religioso afro-brasileiro. 1ª ed. São Paulo: Edusp, 2007. 328 p. 2ª ed, 2015.
- Artes do Corpo: Memória Afro-Brasileira, Vol 2. São Paulo: Summus/Selo Negro, 2004.  2000. 252 p.
- Caminhos da Alma: Memória Afro-Brasileira, Vol 1. São Paulo: Selo Negro/Summus, 2002. 267 p.
- Antropologia e seus Espelhos. A etnografia vista pelos observados. 1. ed. São Paulo: FFLCH-USP/Fapesp, 1994. 134 p.